# The One (cerveza)
The One es una cerveza tipo Pilsener de origen dominicano y estilo rubia muy parecida a Presidente y Bohemia pero con un estilo más suave. Es una de las cervezas con más contenido alcohólico en su tipo aunque no excede del 5%. Se caracteriza por ser comercializada en una botella transparente y un logo distintivo .

## Historia
La Cerveza "The One" fue lanzada en el año 2006 principalmente dirigida al público joven, es suave al paladar y con un estilo de "suave perfil sensorial".
The One es también un movimiento que apoya la libre expresión del individuo, se define como "Una forma de vida, una sociedad, una comunidad, una filosofía de vida". Cerveza The One está apoyada por este movimiento.

## Producción
Se produce muy cerca del Malecón de Santo Domingo, en una planta moderna que utiliza los estándares internacionales de calidad ISO 9001:2000. En la misma producen Malta Morena, Presidente, Bohemia y otros productos. Los tanques pueden contener hasta 3 millones de litros de cerveza, la cual se fabrica con granos 1A de los campos dominicanos. Diariamente se producen varios lotes los que se almacenan en la misma planta.